# Region kulturowy
Region kulturowy – terytorium określone poprzez odrębność lub ustrukturyzowanie cech kultury ludności stale je zamieszkującej. Terminu tego używa się przy podziale danego terytorium narodowego na obszary grup etnograficznych lub regionalnych, a także przy określeniu łącznie terytoriów narodowych kilku narodów, których kultury mają cechy wspólne. Terminu tego nie używa się przy określaniu terytorium narodowego czy też przy opisywaniu odrębności kultury danego narodu.
Jednym z przykładów jest Mezoameryka.